# Eine folgenschwere Affäre
Eine folgenschwere Affäre (Arbeitstitel: Harte Fakten) ist ein Kriminalfilm des Regisseurs Martin Enlen aus dem Jahr 2007. In der Hauptrolle verkörpert Fritz Karl den Polizeikommissar Benno, dessen heimliche Geliebte Sabine (Lisa Martinek) ermordet aufgefunden wird.

## Handlung
Der Münchner Polizeikommissar Benno hat eine heimliche Geliebte, die eines Tages ermordet aufgefunden wird. Sie war die Frau seines Vorgesetzten. Benno werden die Ermittlungen in diesem Mordfall übertragen, was nicht geschehen würde, wenn allgemein bekannt wäre, dass ausgerechnet er ihr Liebhaber war.
Der Fundort der Leiche liegt in der Wohnung ihrer Schwester; die, wie sich im weiteren Verlauf der polizeilichen Ermittlungen herausstellt, ihre Wohnung des Öfteren stundenweise vermietet hat. Am Tatort werden Spuren gefunden, die auf den Schwiegervater von Benno hinweisen. So nehmen die Ermittlungen immer größere Dimensionen an, die sich im weiteren Verlauf der Filmhandlung in nahezu chaotische Zustände wandeln.

## Produktionsnotizen
ABC-Studio in Wiesbaden produzierte den Film im Auftrag des ZDF. Der Drehort war München.

## Erscheinungstermine
Eine folgenschwere Affäre wurde am 3. Dezember 2007 erstmals bei ZDF und ORF 2 ausgestrahlt.

## Kritiken
Tilmann P. Gangloff meint, dass der Film „[v]ielleicht ein bisschen zu verzwickt, zu konstruiert [wirkt].“
Das Lexikon des internationalen Films ist der Ansicht, dass es sich bei Eine folgenschwere Affäre um einen „[…] Krimi mit haarsträubenden Weitungen [handelt], [der] in eine Situation münde[t], in der niemand mehr dem anderen über den Weg traut.“